# هودرج
هودرج، روستایی از توابع بخش مرکزی شهرستان اسدآباد در استان همدان ایران است.

## جمعیت
این روستا در دهستان سید جمال‌الدین قرار دارد و براساس سرشماری مرکز آمار ایران در سال ۱۳۹۵، جمعیت آن ۴۸۵ نفر (۱۴۱خانوار) بوده‌است.